# 泽尔卡尔纳亚湾
泽尔卡尔纳亚湾（俄语：Бухта Зеркальная），前称大柞树湾，是滨海边疆区的海湾，处泽尔卡尔内角和维斯图普角以内，伸入大陆2.3公里，入口处宽7公里，最深处20米，岸长8.8公里，面积9.87平方公里。泽尔卡尔纳亚河在河口处形成两条支流，之后注入它。泽尔卡尔诺耶湖距海湾不远，泽尔卡尔诺耶村坐落在岸上。1972年更为现名。